# Liste der Biografien/Rodm
Liste der Biografien |
Portal Biografien |
Personensuche
# |
A |
B |
C |
D |
E |
F |
G |
H |
I |
J |
K |
L |
M |
N |
O |
P |
Q |
R |
S |
T |
U |
V |
W |
X |
Y |
Z |
?
 
Ra |
Rb |
Rd |
Re |
Rh |
Ri |
Rj |
Rk |
Rl |
Rm |
Rn |
Ro |
Rr |
Rs |
Rt |
Ru |
Rv |
Rw |
Rx |
Ry |
Rz
 
Roa |
Rob |
Roc |
Rod |
Roe |
Rof |
Rog |
Roh |
Roi |
Roj |
Rok |
Rol |
Rom |
Ron |
Roo |
Rop |
Roq |
Ror |
Ros |
Rot |
Rou |
Rov |
Row |
Rox |
Roy |
Roz 
 
Roda |
Rodb |
Rodd |
Rode |
Rodf |
Rodg |
Rodh |
Rodi |
Rodj |
Rodk |
Rodl |
Rodm |
Rodn |
Rodo |
Rodr |
Rods |
Rodt |
Rodu |
Rodw |
Rody |
Rodz
Die Liste der Biografien führt alle Personen auf, die in der deutschsprachigen Wikipedia einen Artikel haben. Dieses ist eine Teilliste mit 9 Einträgen von Personen, deren Namen mit den Buchstaben „Rodm“ beginnt.

## Rodm

### Rodma
- Rodman, Craig (* 1972), US-amerikanischer Freestyle-Skier
- Rodman, David (* 1983), slowenischer Eishockeyspieler
- Rodman, Dennis (* 1961), US-amerikanischer BasketballspielerDennis Rodman (* 1961)

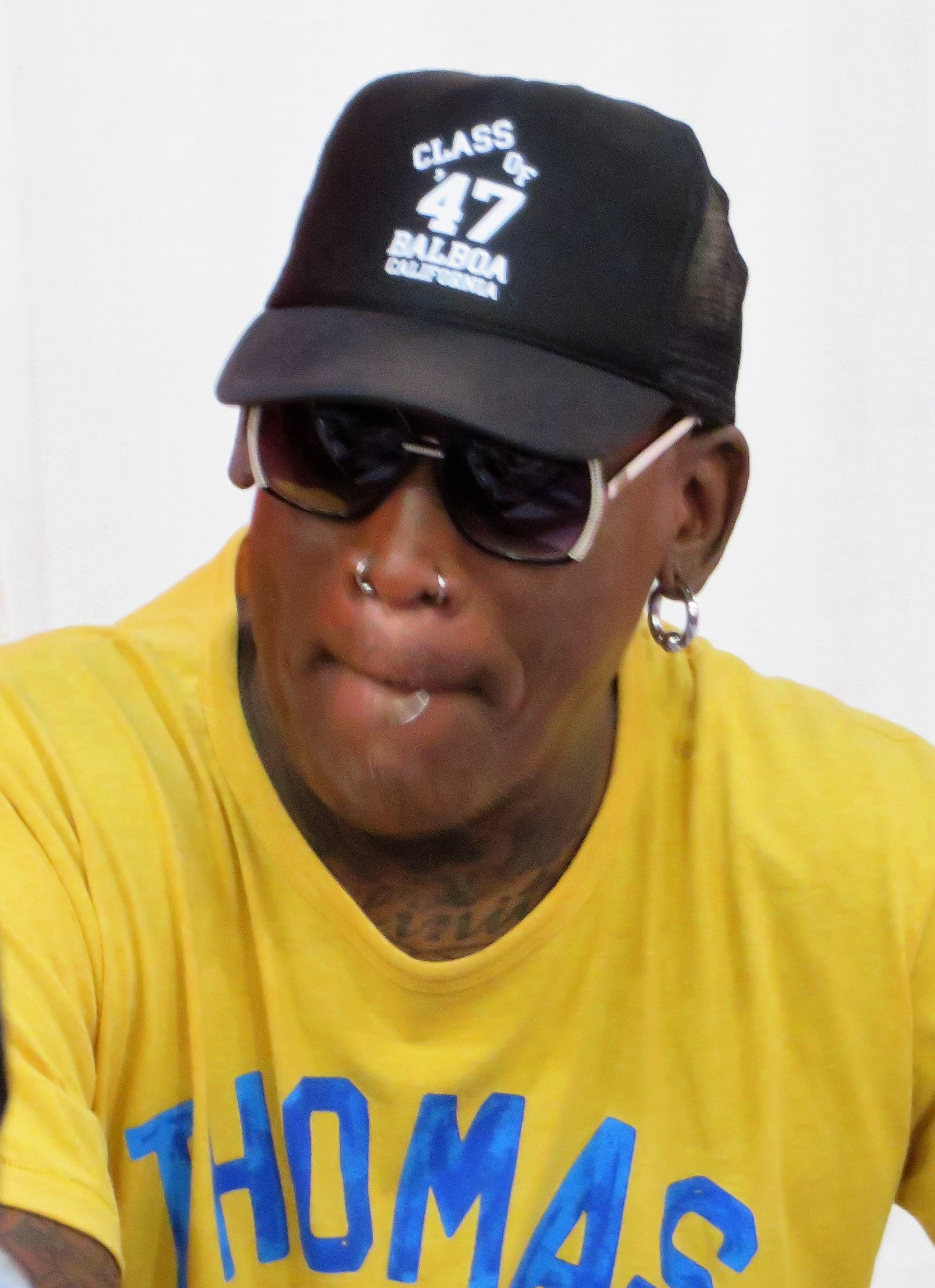
Dennis Rodman (* 1961)

- Rodman, Leiba (1949–2015), israelischer Mathematiker
- Rodman, Marcel (* 1981), slowenischer Eishockeyspieler
- Rodman, Thomas Jackson (1816–1871), US-amerikanischer Offizier und Erfinder
- Rodman, Trinity (* 2002), US-amerikanische Fußballspielerin
- Rodman, William (1757–1824), US-amerikanischer Politiker
- Rodmann, Alexander Bertino (* 1958), deutscher (Jazz-)Gitarrist, Musiker, Komponist und Autor